# Pyramide de la complexité
 (février 2021).
Si vous disposez d'ouvrages ou d'articles de référence ou si vous connaissez des sites web de qualité traitant du thème abordé ici, merci de compléter l'article en donnant les références utiles à sa vérifiabilité et en les liant à la section « Notes et références ».

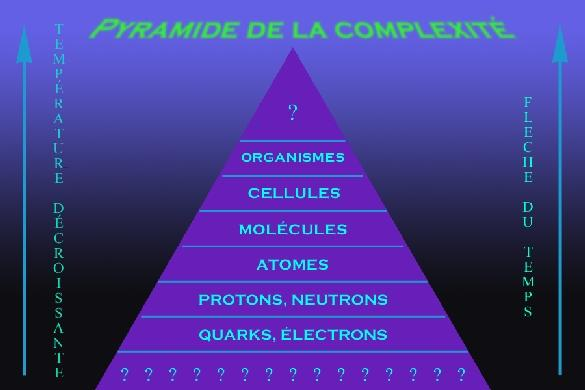
Voici l'une des versions possibles de la pyramide de la complexité.

La pyramide de la complexité est un schéma classifiant, sous forme de pyramide, les différentes structures connues de l'Univers, des plus simples (à la base) aux plus complexes (au sommet).

## Origine
Un des tout premiers naturalistes à développer et utiliser le concept de pyramide de la complexité est le géologue-paléontologue Pierre Teilhard de Chardin « l'énorme et universel Phénomène (si évident, et cependant encore si peu compris !) de Complexification de la Matière ». Par la suite, elle est utilisée à plusieurs reprises dans les œuvres de l'astrophysicien Hubert Reeves afin notamment de vulgariser une certaine structuration de l'Univers à partir de son origine, lors du Big Bang, jusqu'à aujourd'hui,.

## Structure
L'une des idées directrices de la pyramide de la complexité est de considérer que la nature est structurée de manière semblable à un langage écrit,.
Dans un langage, il y a des lettres qui forment des mots, des mots qui forment des phrases, des phrases qui forment des paragraphes, des paragraphes qui forment des chapitres, des chapitres qui forment des livres, des livres qui forment une bibliothèque, etc.
En ce qui concerne la nature, il y a des quarks qui forment des protons et des neutrons, des protons et des neutrons qui forment, avec des électrons, des atomes, des atomes qui forment des molécules, des molécules qui forment des cellules, des cellules qui forment des organismes vivants, des organismes vivants qui forment des écosystèmes.
L'état actuel des connaissances humaines ne permet pas de savoir si nous avons atteint la base ou le sommet de la pyramide de la complexité. Selon la théorie du modèle standard en physique des particules, les quarks sont considérés, avec les leptons, comme étant les constituants élémentaires de la matière.
Pour le moment, selon l'écologie, les écosystèmes sont considérés comme étant les constituants les plus complexes de la nature.

## Circonscription des disciplines
La pyramide de la complexité peut également servir à circonscrire le champ d'étude des disciplines, ce qui aide à décrire le fonctionnement et les liaisons entre les branches de la connaissance humaine.

## Sciences naturelles et humaines

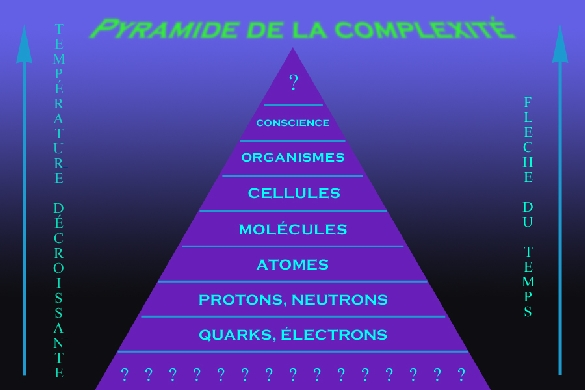
Version « humaine » de la pyramide de la complexité.

La pyramide de la complexité positionne les structures de l'Univers en fonction de leur complexité physique telles qu'abordées par les sciences de la nature.
Certaines versions de la pyramide tentent cependant d'intégrer les sciences humaines. Ces dernières remplacent ainsi généralement l'étage « écosystèmes » par un étage « conscience » afin de souligner la complexité des capacités cognitives (abstraction, apprentissage, introspection, etc.) de cette espèce.
D'autres vont même jusqu'à ajouter un étage : les cultures ou les civilisations.